# Léon Jeck
Léon Jeck (Ans, 9 febbraio 1947 – 24 giugno 2007) è stato un calciatore belga, di ruolo difensore.

## Palmarès

### Club

#### Competizioni nazionali
- Campionato belga: 3

Standard Liegi: 1968-1969, 1969-1970, 1970-1971
- Coppa del Belgio: 2

Standard Liegi: 1965-1966, 1966-1967

#### Competizioni internazionali
- Coppa Piano Karl Rappan: 1

Standard Liegi: 1974